# Хевель-Шалом
Хевель-Шалом (ивр. חבל שלום‎, букв. Регион Шалом) — территория в западной пустыне Негев, недалеко от границы Израиля с сектором Газа и египетским Синаем. Этот район был выбран в качестве места расселения поселенцев, эвакиурованных из поселения Ямит на Синайском полуострове в рамках исполнения египетско-израильского мирного договора.
Создание зоны началось в конце 1978 года в рамках подготовки к эвакуации поселений района Питхат-Рафиах на севере Синая, поселений, которые в основном были созданы всего за несколько лет до этого, в начале 70-х годов XX века. По плану в течение трёх лет должно было быть построено 20 поселков, из них 15 были выделены эвакуированным.
В конце 2001 года был создан руководящий комитет и началось планирование трех поселений: Шломит, Ницанит и Халуцит. В 2003 году компания «Мекорот» завершила строительство водопроводной сети для орошения сельскохозяйственных угодий очищенными сточными водами. В 2005 году здесь было создано новое водохранилище.

## Населённые пункты
Населённые пункты в Хевель-Шалом в основном организованы в форме мошавов, хотя среди них есть несколько кибуцев, а также одно общинное поселение. Все населенные пункты входят в состав регионального совета Эшколь.
- Авшалом (общинное поселение)
- Бней-Нецарим (Бней-Нецер)
- Декель
- Холит
- Керем-Шалом
- При-Ган
- Сде-Авраам
- Суфа
- Тальмей-Йосеф
- Ятед
- Йевуль

Холит, Суфа и Талмей-Йосеф были заселены эвакуированными из Ямита.